# Misiones jesuíticas de Moxos

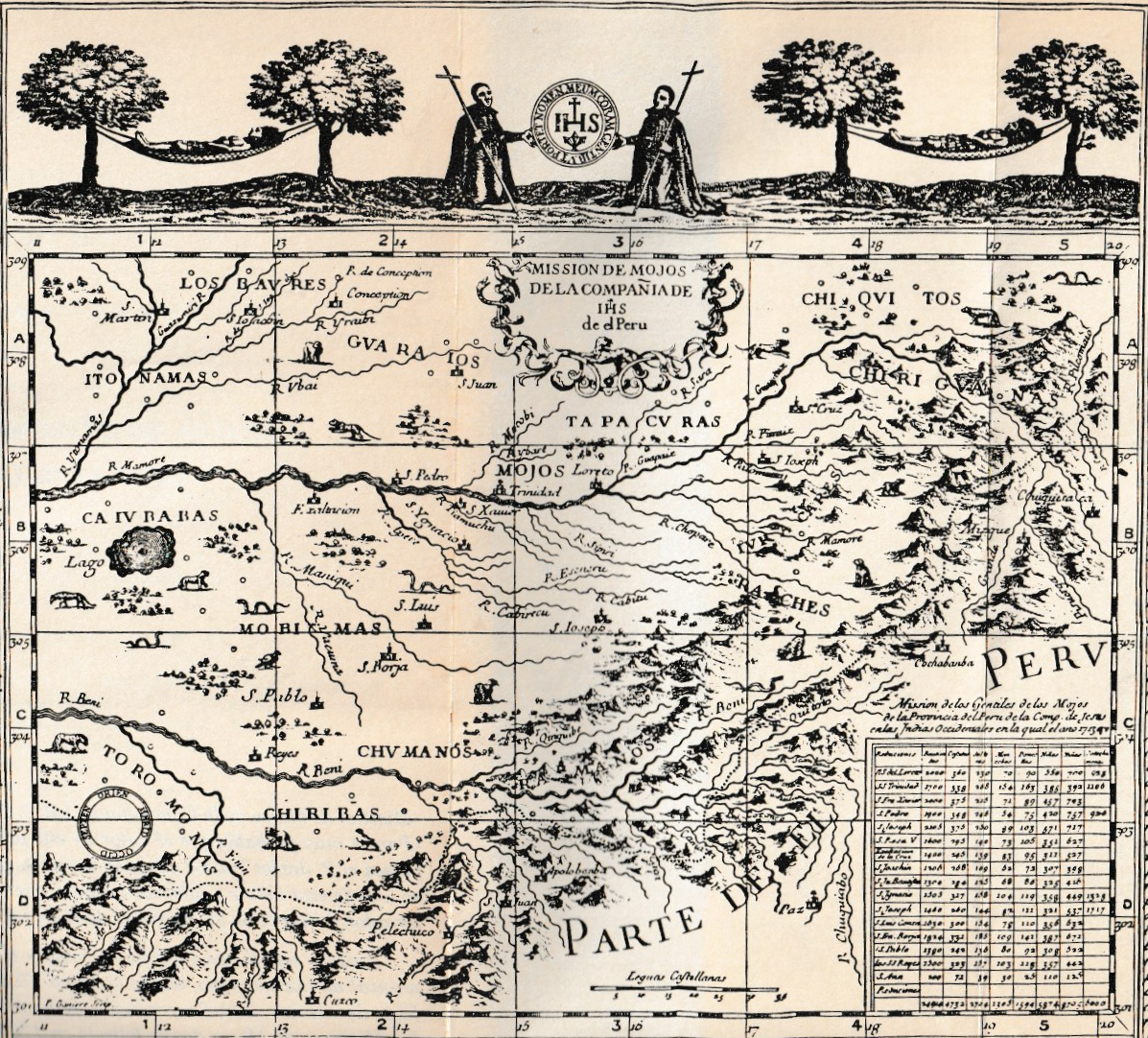
Mapa de las misiones jesuíticas de Moxos en el, probablemente elaborado por el padre Javier Iraizos.

Las Misiones jesuíticas de Moxos fueron reducciones misionales fundados por la Compañía de Jesús en los siglos XVII y XVIII en la región de los Moxos, en el actual departamento del Beni, al noreste de Bolivia, para convertir a las tribus locales al Cristianismo. Las misiones de Moxos surgieron bajo el impulso del provincial de la orden en Lima, perteneciendo a la provincia del Perú de la Compañía de Jesús. Se considera que las misiones comenzaron oficialmente con la fundación de la misión de Nuestra Señora de Loreto en 1682. Limitaba al sur con las misiones jesuíticas de Chiquitos, al oeste con las Misiones franciscanas de Apolobamba, y al este con el Imperio portugués. Las misiones de Moxos, junto con las misiones de Chiquitos, son conocidas como las Misiones jesuíticas de Bolivia.
El proceso de fundación de las misiones jesuíticas en los llanos de Moxos llevó muchos esfuer debido a la geografía de la región, que suele inundarse en época de lluvias. Muchas veces las inundaciones obligaron a los jesuitas a trasladar los poblados, buscando tierras más altas y protegidas.

## Historia

### Intentos
Los primeros intentos de penetrar en la región fueron durante los siglos XVI y XVII, aunque varios fueron infructuosos. Desde la primera expedición liderada por el capitán Pedro de Candía en 1538, partiendo de Lima, hasta la casi finalizada por Juan Alonso de Cereceda, Andrés Pardo y Miguel de Oña en 1671, enviada por el gobernador de Santa Cruz, los informes variaron desde la desesperanza absoluta hasta el reconocimiento de que era crítico y, a su vez, posible lograr la incorporación de la región a la Corona española. En los intentos iniciales de las “entradas” a Moxos en 1668 y 1669 por los padres Bernardo y Aller y el hermano Juan de Soto lo esencial fue convencer a los indígenas de la conveniencia de concentrarse en misiones. En Moxos, los jesuitas tuvieron un largo período de aprendizaje que les llevó doce años de esfuerzos hasta consolidar las misiones que querían lograr.
A pesar de la muerte de dos misioneros a manos de los indígenas, el franciscano Gregorio de Bolívar y el agustino Felipe de Paz, un jesuita de Santa Cruz de la Sierra, José del Castillo, decidió buscar en Lima el respaldo necesario para emprender lo que sería el último y exitoso intento virreinal de convertir a los diversos pueblos que comprendían la región de los Moxos. Después de persuadir al provincial de Lima, Del Castillo retornó a Santa Cruz de la Sierra en compañía de los misioneros españoles Pedro Marbán y Cipriano Barace, siendo el primero de ellos designado como superior de la futura misión a la región de los indígenas Moxeños. Tanto Barace como otros jesuitas reconocían a Del Castillo como el autor y principal impulsor de la empresa.

### Fundaciones

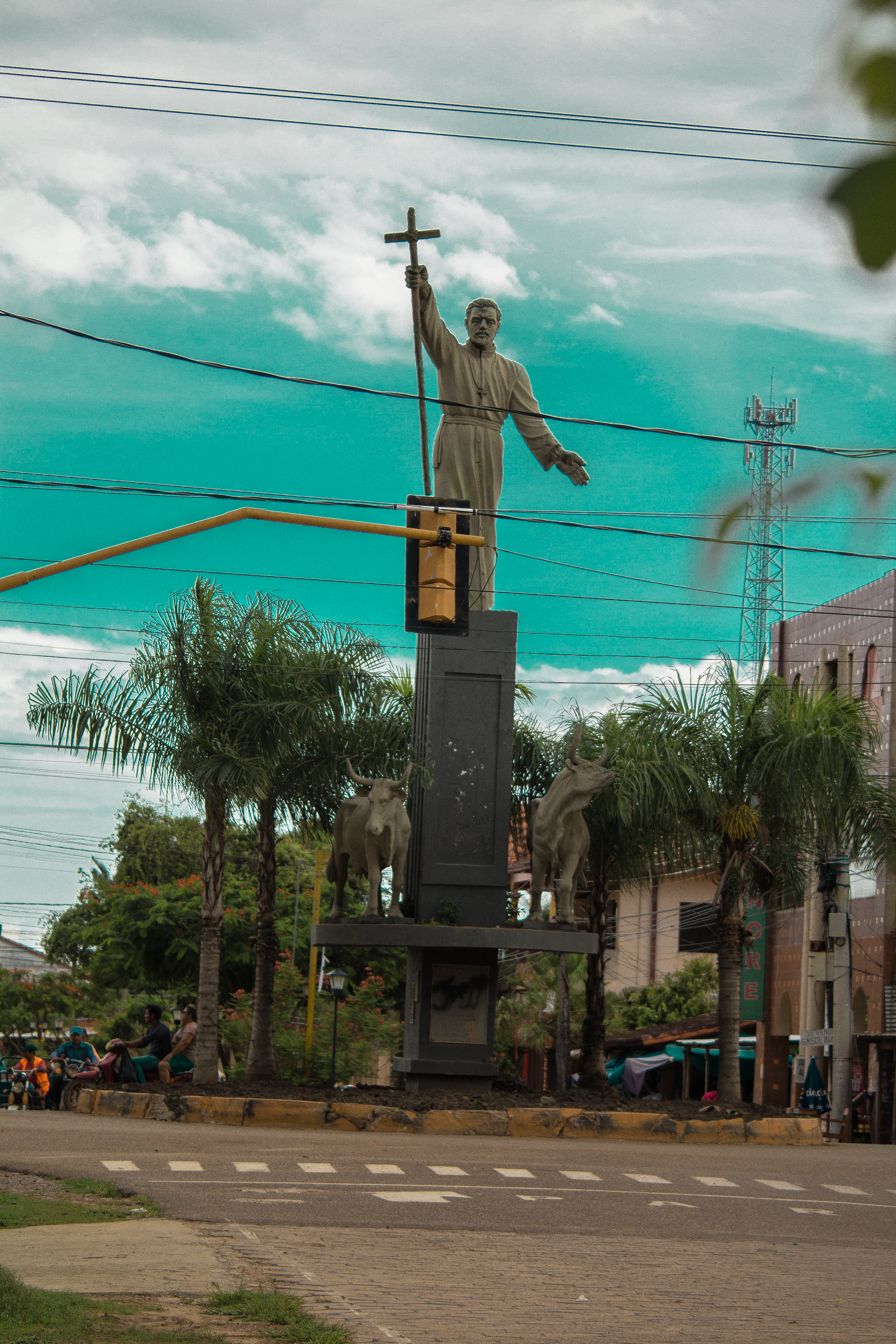
Monumento a Cipriano Barace en la ciudad de Trinidad, uno de los primeros misioneros de los Moxos.

A comienzos de 1675, los tres misioneros se dirigieron hacia el río Mamoré, un afluente del río Amazonas. Tras seguir el curso del río Guapay y superar diversas dificultades, lograron contactar a los maremonos, uno de los numerosos pueblos moxeños, el 28 de junio. En ese momento, el padre Marbán tomó posesión de ese territorio, iniciando así la ardua labor de persuadir a los mojeños para adherirse a la fe católica. Estos enviaron diversos informes favorables a Santa Cruz de la Sierra y Lima, y en 1682 consiguieron la incorporación de más misioneros: Antonio de Orellana y José de Vega, lo que impulsó definitivamente la empresa. Al comienzo se enfrentaron a obstáculos al intentar disipar el temor de los indígenas hacia los españoles, aunque la distribución de herramientas de hierro y la prestación de atención médica contribuyeron al éxito de sus esfuerzos. La fundación de la misión de Nuestra Señora de Loreto en abril del mismo año marcó el inicio oficial de las misiones jesuíticas de Moxos.
Luego de la primera fundación se dieron numerosas más en diferentes regiones de los llanos de Moxos, varios de ellos con pueblos indígenas diferentes, como ser: moxeños, chimanes, rokorono, baures, canichana, movimas, cayubabas, morés, chapacuras y los aricoroni. En 1697 fue fundado San Pedro de Moxos, que pasó a ser la capital de las misiones jesuíticas de Moxos a partir de 1700. La presencia de los jesuitas dejó huellas en el arte de la región, como ser las danzas y la música litúrgica.
El Archivo Musical de Moxos, encontrado en San Ignacio de Moxos en el siglo XX, consta de una colección de más de cuatro mil páginas y más de 260 títulos de música barroca compuesta por maestros jesuitas e indígenas durante el periodo misional.

## Misiones

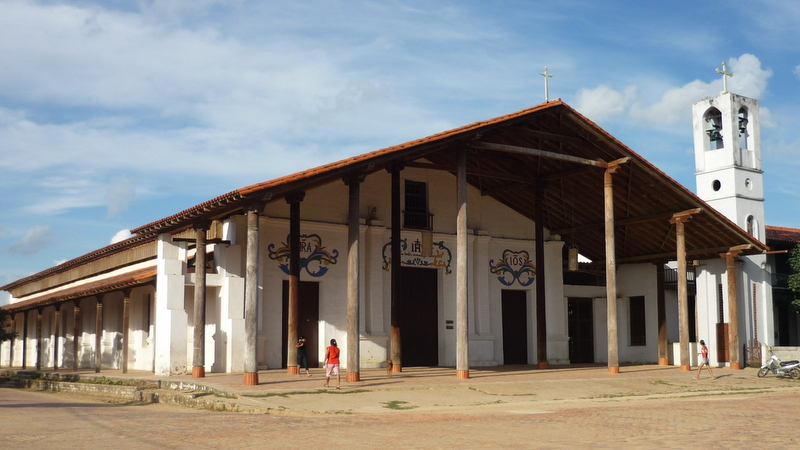
Iglesia de San Ignacio de Moxos, una de las misiones jesuíticas de Moxos.

En su mayor momento, las misiones jesuíticas de contaron con 21 reducciones, también conocidas como misiones. Entre las más importantes, con sus nombres originales de fundación, estaban las siguientes:
| Misión                         | Año de fundación | Fundador/es                                          |
| ------------------------------ | ---------------- | ---------------------------------------------------- |
| Nuestra Señora de Loreto       | 1682             | Pedro Marbán                                         |
| Santísima Trinidad             | 1686             | Cipriano Barace                                      |
| San Ignacio de Loyola          | 1689             | Antonio de Orellana Juan de Espejo Álvaro de Mendoza |
| San Javier                     | 1691             | Cipriano Barace Juan de Montenegro Agustín Zapata    |
| San José de Moxos              | 1691             | Juan de Espejo Bernabé Domínguez                     |
| San Francisco de Borja         | 1693             | Francisco de Borja Ignacio Sotomayor                 |
| Buena Vista                    | 1693             | Juan de Montenegro                                   |
| San Miguel                     | 1696             |                                                      |
| San Pedro de Moxos             | 1697             | Lorenzo Legarda                                      |
| Concepción                     | 1708             | Lorenzo Legarda                                      |
| San Joaquín                    | 1708             | Antonio de Orellana Pedro de Rado                    |
| Santa Ana                      | 1709             | Baltasar de Espinoza                                 |
| Exaltación de la Cruz          | 1709             | Antonio Garriga                                      |
| Santos Reyes                   | 1710             | Bernardo del Castillo Diego Ignacio Fernández        |
| Nuestra Señora de la Magdalena | 1720             | Gabriel Ruiz                                         |

Las misiones jesuíticas de Moxos estaban agrupadas en tres partidos: Mamoré, Pampas y Baures. Es importante notar que muchas de las misiones fueron luego abandonadas o relocalizadas, y algunas fueron fundadas nuevamente.

## Demografía

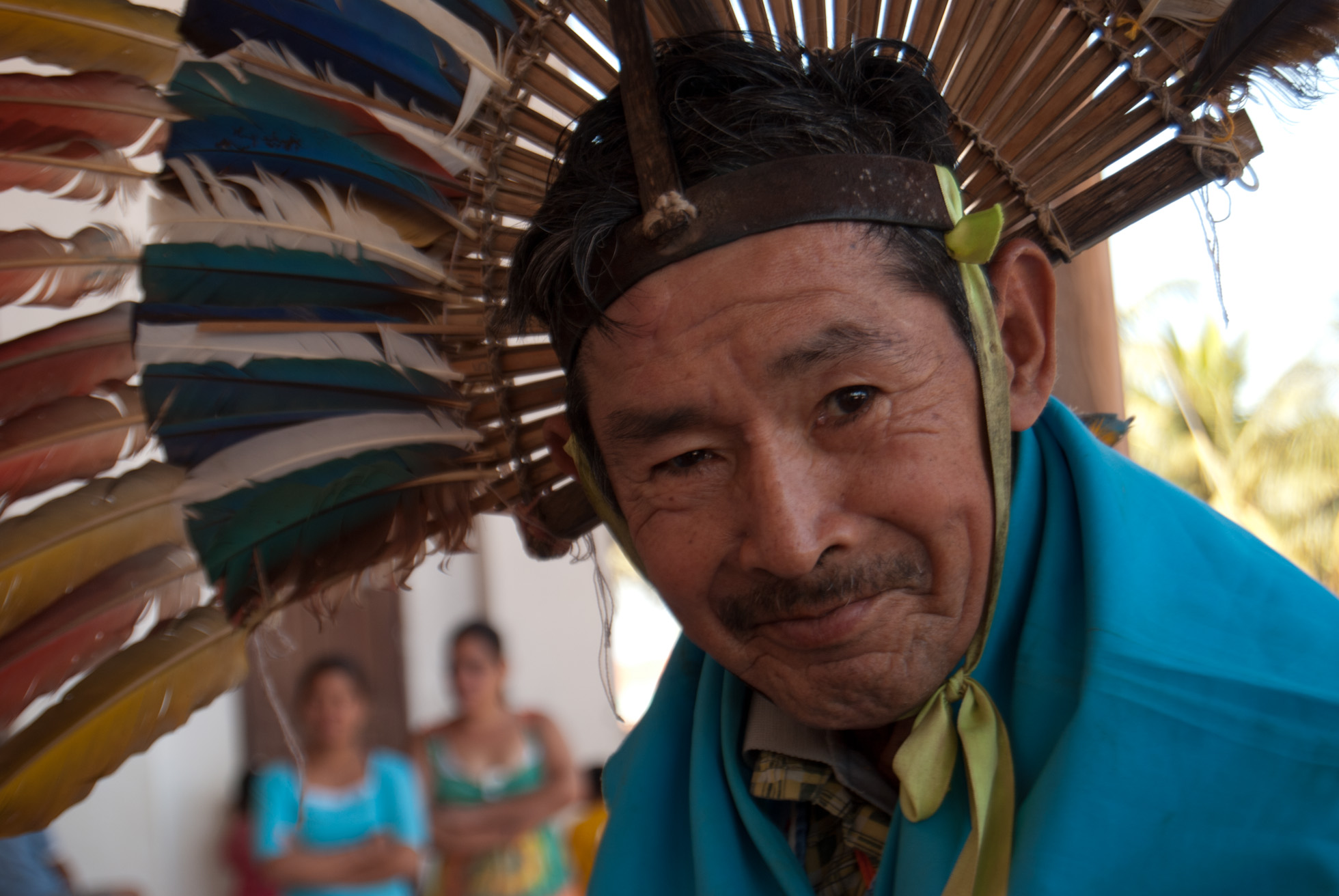
Hombre con vestimenta típica mojeña.

En épocas anteriores a las primeras fundaciones jesuíticas, en 1675, se calculó que la población de Moxos era de alrededor de unos 6.000 habitantes. Luego de las primeras fundaciones por los jesuitas, la población de las misiones de Moxos superó las 14.000 personas en 5 reducciones en 1693, 19.000 en 9 reducciones en 1700, 30.914 en 16 reducciones en 1713, 34.049 en 21 reducciones en 1720 y 37.344 en el mismo número de reducciones en 1736. Las misiones acogían a numerosos pueblos indígenas, a veces más de uno por misión, entre los que se encontraban: moxeños, chimanes, rokorono, baures, canichana, movimas, cayubabas, morés, chapacuras y los aricoroni.
Los llanos de Moxos fueron una de las áreas más diversas cultural y lingüísticamente. Los idiomas que hablaban los indígenas de las misiones incluían:
- Lenguas arahuacas:
  - Mojo
  - Baure
- Lenguas aisladas:
  - Cayubaba
  - Itonama
  - Movima
  - Canichana
- Lenguas tupí-guaraní:
  - Guarayo
  - Pauserna
  - Chiriguano
  - Sirionó
- Lenguas chapacura:
  - Tapacura
  - Kitemoca
  - Napeca
  - Sansimoniano
  - Moré (o itene)
  - Herisobocano
  - Rocorona